# Scaptodrosophila subacuticornis
Scaptodrosophila subacuticornis är en tvåvingeart som först beskrevs av Oswald Duda 1924.  Scaptodrosophila subacuticornis ingår i släktet Scaptodrosophila och familjen daggflugor.
Artens utbredningsområde är Taiwan. Inga underarter finns listade i Catalogue of Life.